# Päivö Oksala
Päivö Nyyrikki Oksala, född 14 augusti 1907 i Jyväskylä, död där 28 december 1974, var en finländsk klassisk filolog.
Oksala avlade filosofie doktorsexamen 1953. Han var 1936–1946 lektor i latin och finska vid klassiska lyceet i Tammerfors, 1945–1953 tf. adjunkt i klassisk filologi vid Helsingfors universitet och 1953–1971 bitr. professor; professor i latin vid Jyväskylä universitet 1971–1974. Han disputerade på en avhandling om grekiska lånord hos Cicero, men var också expert på Catullus, Vergilius och Horatius.
Oksala var en förkämpe för den klassiska kulturen och publicerade flera översättningar till finska av grekiska filosofers och romerska skalders opus. Tog initiativ till kulturfestivalen Jyväskylä sommar.
Ett minnesmärke över Päivö Oksala, utfört 1982 av konstnären Veikko Hirvimäki, är placerat vid Alvar Aaltomuseet i Jyväskylä.